# Macroteleia absona
Macroteleia absona är en stekelart som beskrevs av Muesebeck 1977. Macroteleia absona ingår i släktet Macroteleia och familjen Scelionidae. Inga underarter finns listade i Catalogue of Life.